# ツグミ
ツグミ（鶇、Turdus eunomus）は、スズメ目ツグミ科ツグミ属に分類される鳥類。かつてはハチジョウツグミの亜種として Turdus naumanni eunomus の学名を与えられていたが、独立種として分離された。

## 分布
中華人民共和国南部、台湾、日本、ミャンマー北部、ロシア東部。
夏季にシベリア中部や南部で繁殖し、冬季になると中華人民共和国南部などへ南下し越冬する。日本では冬季に越冬のため飛来（冬鳥）する。和名は冬季に飛来した際に聞こえた鳴き声が夏季になると聞こえなくなる（口をつぐんでいると考えられた）ことに由来するという説がある。
日本全国で普通に見られる。

## 形態
全長24 cm。翼開長39 cm。色彩の個体変異が大きく、ハチジョウツグミとの中間型もいる。
嘴の色彩は黒く、下嘴基部は黄色。後肢の色彩はピンクがかった褐色。
頭頂から後頸の羽衣は黒褐色、背の羽衣は褐色。喉から胸部は淡黄色、胸部から腹部の羽衣は羽毛の外縁（羽縁）が白い黒や黒褐色。尾羽の色彩は褐色や黒褐色。翼の色彩は黒褐色で、羽縁は赤褐色。雌雄ほぼ同色である。

## 生態
平地から山地にかけての森林、草原、農耕地などに生息する。越冬地ではまず山地の森林に群れて生息し、その後に平地へ移動し分散する。鳴き声（地鳴き）が和名の由来になったとする説（この場合、ミは「鳥」や「群れ」を指すメがなまったとされる。）もある。福井県の指定の鳥であり、秋になるとシベリア方面から渡来する。
食性は雑食で、昆虫、果実などを食べる。農耕地や河原などの開けた地表で採食を行う。

## ハチジョウツグミ
ハチジョウツグミ 学名:Turdus naumanni Temminck, 1820、英名:Naumann's Thrush はスズメ目ツグミ科ツグミ属の一種。夏季にシベリア北部で繁殖し、冬季になると中華人民共和国北部へ南下し越冬する。日本では冬季に越冬のため少数が飛来（冬鳥）する。和名の由来は羽の赤褐色が八丈島の紬（黄八丈）に似ているから。江戸時代 堀田正敦の『観文禽譜』にその記載がある。
上面の羽衣は緑褐色や灰褐色、黒褐色。下面の羽衣は赤褐色や赤みを帯びたオレンジ色で、胸部から腹部は羽縁が淡褐色。尾羽の色彩は赤褐色や赤みを帯びたオレンジ色で、中央尾羽の色彩は黒い。
LEAST CONCERN (IUCN Red List Ver. 3.1 (2001))

## 人との関わり
かつて岐阜県東濃地方では、野鳥を食べる食文化があり、山中にカスミ網を張る鳥屋場(トヤバ)が設置され、ツグミやアトリの野鳥の料理を出す番小屋も存在していた。岐阜県中津川市ではツグミの粕漬が名物であった。1947年（昭和22年）にカスミ網による野鳥の捕獲は禁止され、鳥獣保護法によってツグミは保護鳥となった為、食用としての捕獲は禁止となったが、昭和40年代まで、依然密猟が行われていた。日本野鳥の会の調査では、土岐市内の八百屋で販売されていたことが確認されている。

## 画像

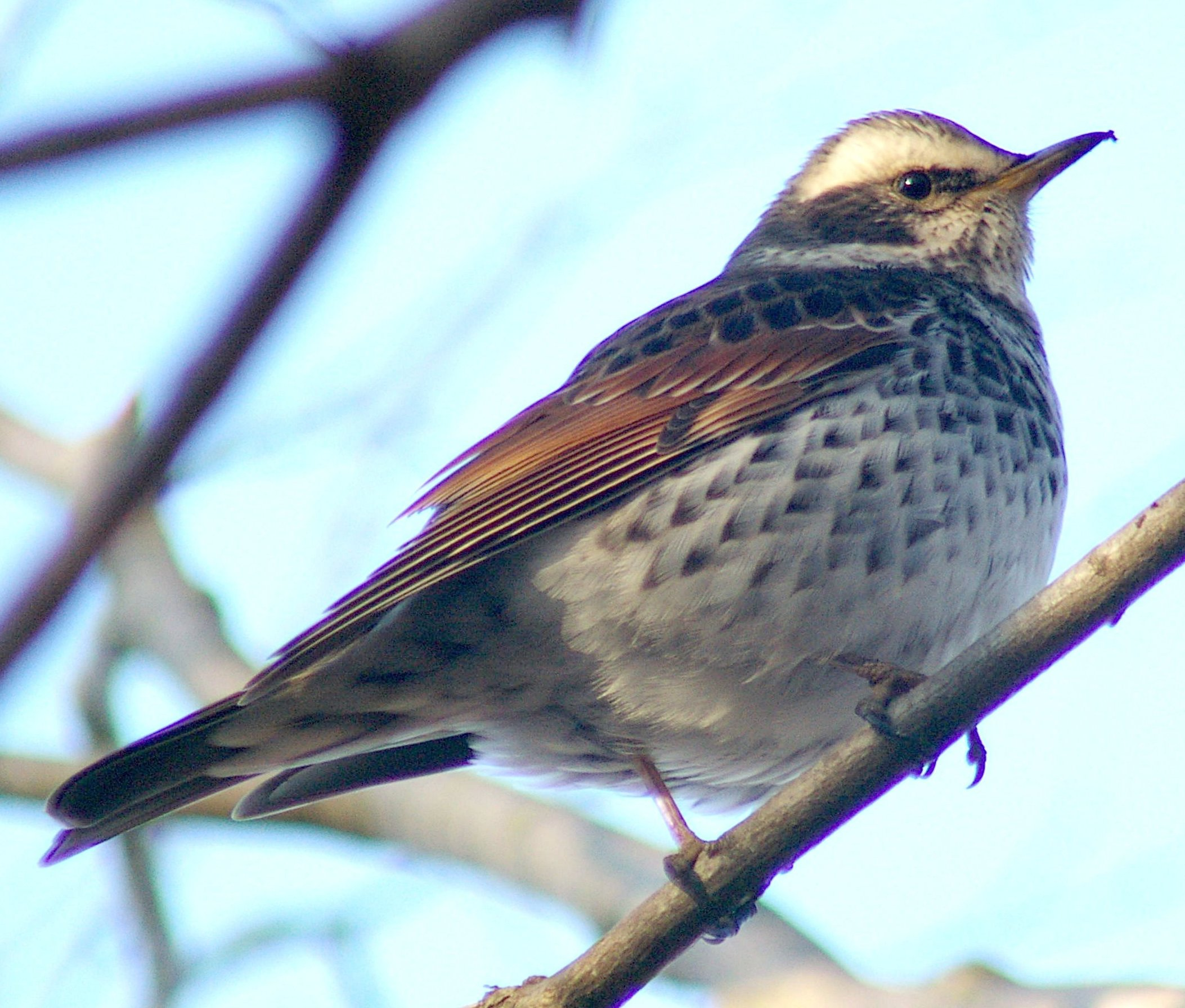
ツグミ
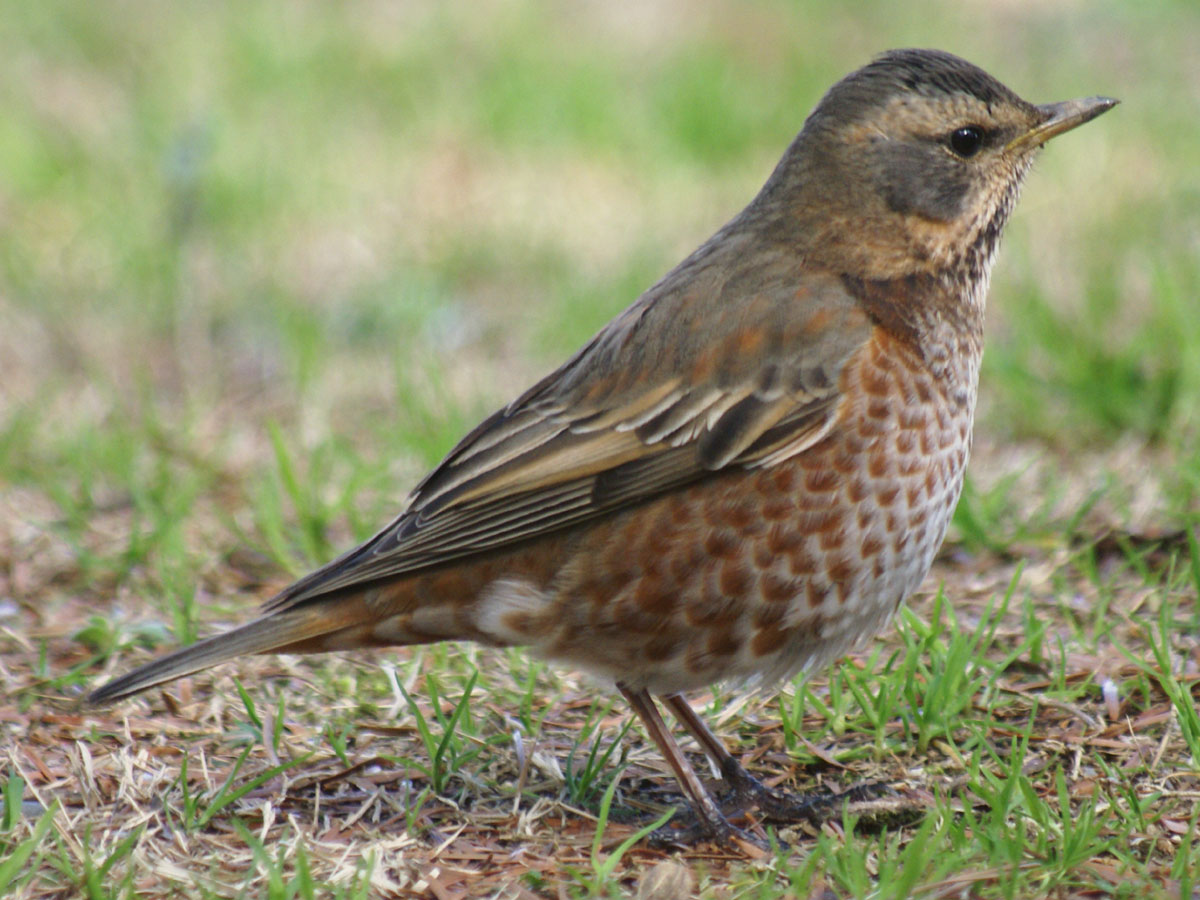
ハチジョウツグミ
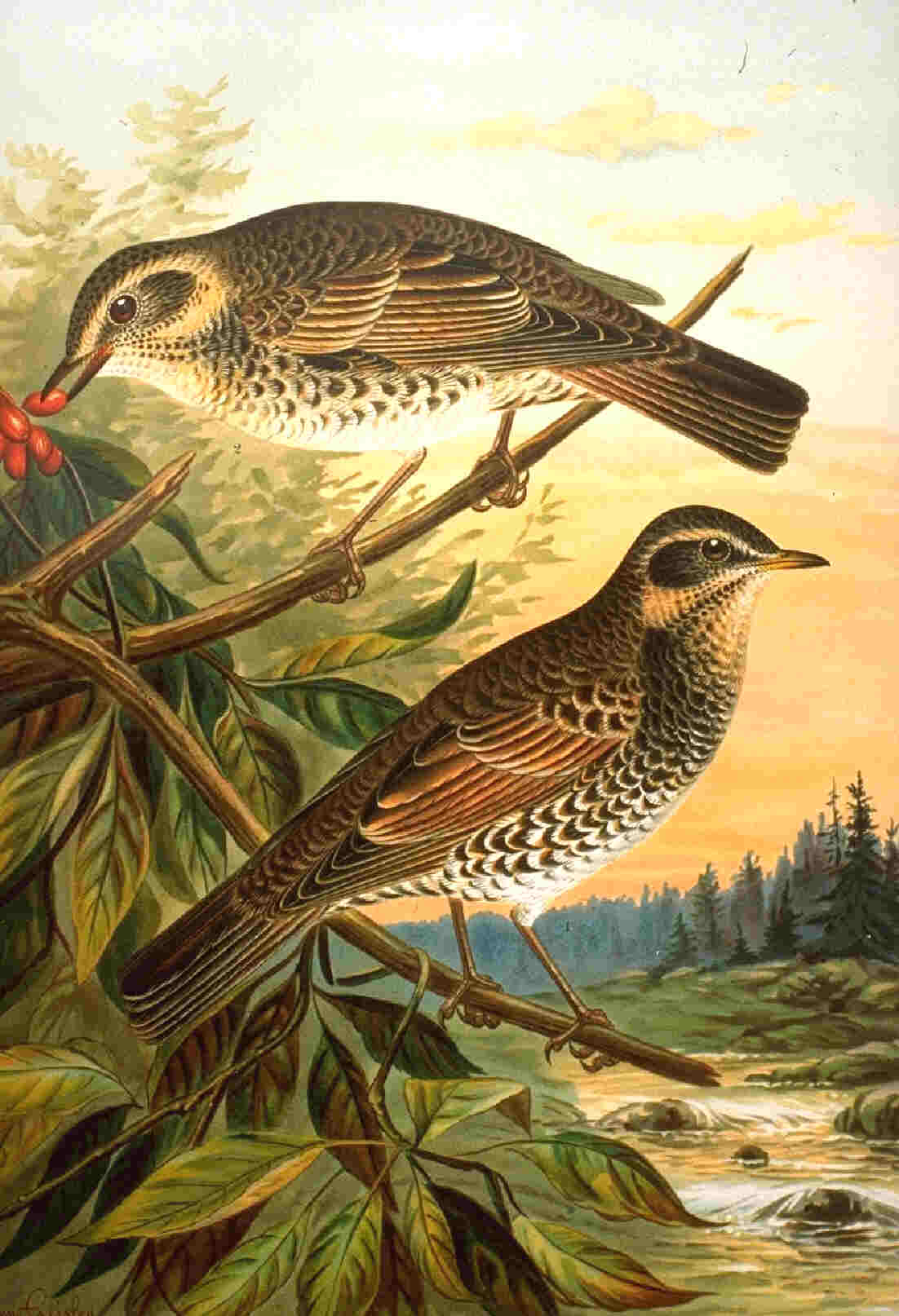
ツグミのイラスト
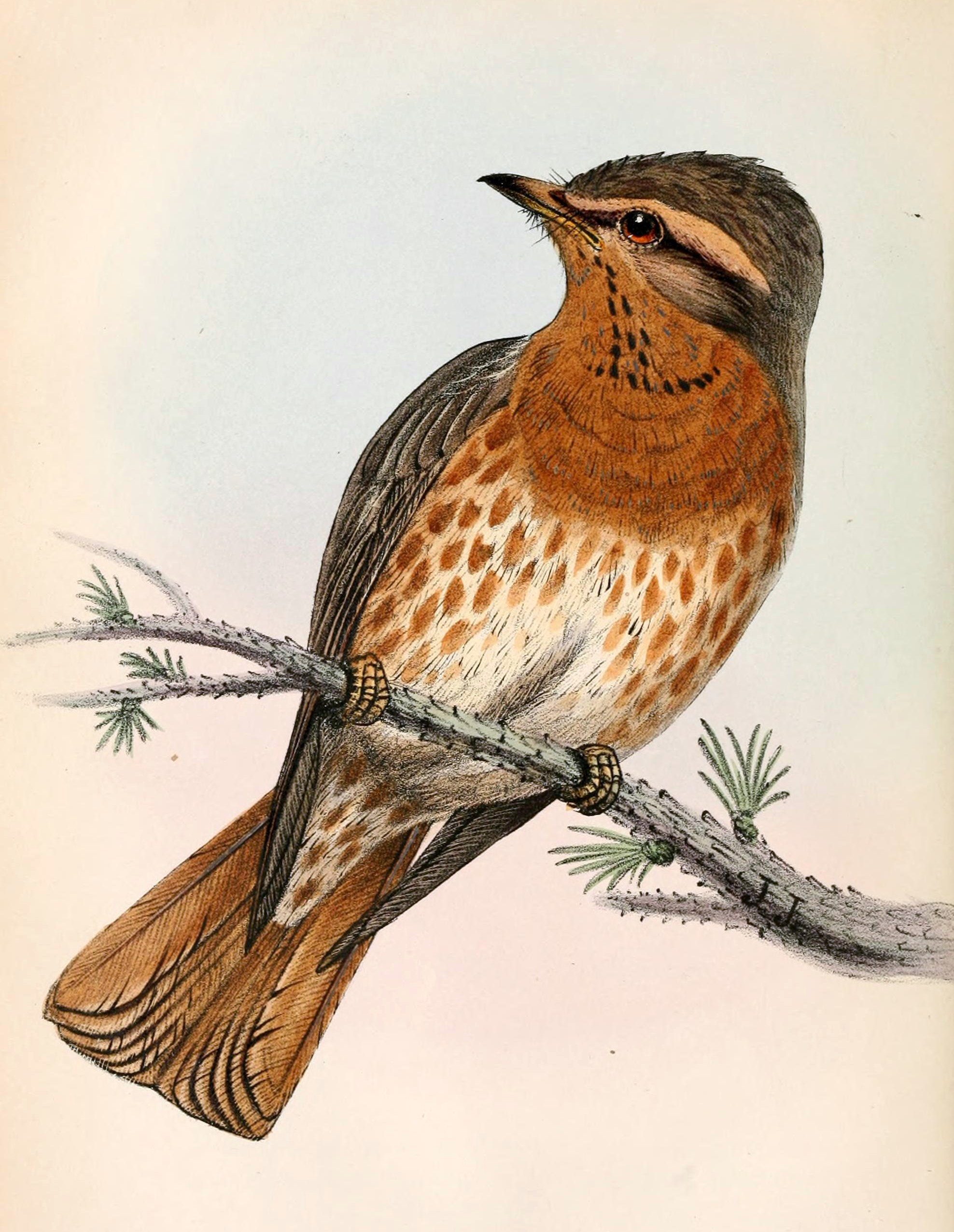
ハチジョウツグミのイラスト
- ツグミ、千葉にて